# Carlo Melchiotti
Carlo Melchiotti (Pompiano, 20 gennaio 1839 – Brescia, 25 marzo 1917) è stato un importante membro delle principali organizzazioni cattoliche bresciane e un personaggio di spicco del partito cattolico.
Melchiotti nasce a Pompiano (Brescia), primogenito di Battista e Angela Molinari. Di modeste origini, si dedica nei primi anni della sua vita al commercio, poi grazie gli studi presso la Scuola di Disegno di Brescia e l'Istituto Tecnico di Milano, vince il concorso come disegnatore per il Genio Militare ove rimane per trentadue anni. Ricoprì la carica di Assessore ai Lavori Pubblici dal 1895 al 1902.
Ha lavorato alla chiesa di San Giorgio Martire a Capriolo e progettato la chiesa del Buon Pastore a Brescia nel 1906.